# 藏毛疾病
藏毛疾病（Pilonidal disease）是一种皮肤感染，好发在臀部之间的囊肿，通常位于臀部上端 。症状包括可能疼痛、肿胀和发红。可能会有体液流出，但很少发烧 。
危险因子包括肥胖、家族病史、久坐、毛发较多以及运动不足。一般認為的致病機轉與机械过程（反覆磨擦）有關。病兆可能有毛发和皮肤碎片。依症状和身體检查確認诊断。
若有感染，通常需要由囊腫中线附近切開引流 。剃掉患部毛发或许可以预防复发。复发時，可能需要进行更广泛的手术清創。通常不需要使用抗生素。若不治疗，可能会變成长期慢性問題。
每年每 10,000 人中约有 3 人會發生藏毛疾病，男性較女性多。好發於年轻人。「藏毛」的意思是「一叢毛发」。此病症首次于 1833 年描述。